# Heiden AR
| AR ist das Kürzel für den Kanton Appenzell Ausserrhoden in der Schweiz. Es wird verwendet, um Verwechslungen mit anderen Einträgen des Namens Heiden zu vermeiden. |

Heiden (appenzellerdeutsch Hääde [hæːdə, hɛːdə]) ist eine Einwohnergemeinde im nordöstlichen Schweizer Kanton Appenzell Ausserrhoden.

Historisches Luftbild aus 300 m von Walter Mittelholzer von 1922

## Geographie
Heiden liegt im Appenzeller Vorderland, eingebettet zwischen Kaien, Bischofsberg und Freudenberg, rund 400 Meter über dem Bodensee auf 810 Metern ü. M. Die Gemeinde grenzt an die Ausserrhoder Gemeinden Grub, Rehetobel, Wald und Wolfhalden, die Innerrhoder Gemeinde Oberegg sowie die St. Gallische Gemeinde Eggersriet. Der Gstaldenbach, der Dorfbach, entspringt am Kaien, fliesst durchs Dorf und bildet unterhalb davon ein tiefes Tobel. Der tiefste Punkt der Gemeinde befindet sich auf 470 Metern bei der Engi am Gstaldenbach, der höchste Punkt oberhalb der Risi auf 1030 Metern. Die Fläche der Gemeinde Heiden beträgt 749 ha, wovon 138 ha als Siedlungsfläche und 379 ha als Landwirtschaftsfläche genutzt werden, 231 ha sind bestockte Fläche. 1 ha wird als unproduktive Fläche eingestuft.

## Geschichte

### Mittelalter und Frühneuzeit
Das Gebiet der heutigen Gemeinde Heiden wurde im 14. und 15. Jahrhundert urbar gemacht. Der Ortsname findet sich erstmals 1461 in einem Zinsbuch des Heiliggeistspitals St. Gallen erwähnt («Hans Biſchoffberger git die ʒinß. Jtem ain guͦt genannt Haiden»). Der Ortsname ist identisch mit dem Gattungswort Heide und bedeutet damit «weites, offenes Feld». Der Hirsch im Wappen deutet darauf hin, dass es sich um ein Jagdgebiet gehandelt hat – er erscheint auch in den Wappen der anderen Gemeinden rund um den Hirschberg: Reute, Walzenhausen und Oberegg.
Bis ins 15. Jahrhundert gehörte das Gebiet zum bischöflich-konstanzischen Hof Thal, der ein Teil der Vogtei Rheineck war. Dieser nutzte sein Hinterland am Kurzenberg für Viehauftrieb, Landwirtschaft und Obstbau. Die in der Gemeinde Heiden vorkommenden Ortsnamen Bissau (1404 Bischofouv) und Bischofsberg (1411 Bischoffberg) erinnern an die bischöfliche Grundherrschaft. Nach den Appenzeller Kriegen (1401–1429) bildeten die heutigen Gemeinden Heiden, Wolfhalden und Lutzenberg zusammen die Gemeinde Kurzenberg. Sie blieben aber weiterhin nach Thal kirchgenössig und vollzogen mit der Pfarrei Thal 1529 auch die Reformation. Aufgrund des langen Kirchwegs sollte im 17. Jahrhundert am Kurzenberg eine eigene Kirche gebaut werden. Über den Standort entbrannte ein heftiger Streit, schliesslich bauten Heiden und Wolfhalden je eine eigene Kirche, beide wurden 1652 eingeweiht. Mit dem Recht, eigene Räte zu wählen, wurde Heiden 1658 eine eigenständige Gemeinde.

### Dorfbrand 1838

Heiden nach dem Dorfbrand von 1838, Federzeichnung von Johann Ulrich Fitzi

Um die auf einer Hügelkuppe errichtete Kirche bildete sich allmählich ein Dorfkern, und die Gemeinde entwickelte sich zu einem regionalen Zentrum. 1798–1803 war Heiden der Hauptort des Distrikts Wald im Kanton Säntis und 1834–1877 Sitzungsort des Kleinen Rats vor der Sitter. Am 7. September 1838 vernichtete ein Dorfbrand, von einem heftigen Föhnsturm begünstigt, 129 Gebäude samt der Kirche im Dorfkern und den nördlichen Gemeindeteilen. Innerhalb von zwei Stunden brannten unzählige Häuser nieder. Sogar Löschmannschaften aus Lindau kamen nach Heiden, um das Feuer zu löschen. Die einzigen Gebäude, die stehengeblieben waren, waren die «Harmonie» (ehemalige Bank) und das Schützenhaus. Ebenfalls blieb das Archivgut im alten Kirchturm unversehrt.
Der Brand löste in der Gemeinde zwar einen Schock aus, im Ausland zeigte man jedoch grosse Solidarität. Die Pläne für einen systematischen Wiederaufbau gehen auf den Baumeister Johann Konrad Bischofberger aus Heiden zurück. Die Strassen wurden rechtwinklig angelegt, die neuen Häuser mussten feuersicher gebaut werden. Innerhalb zweier Jahre entstand das Dorf neu, in regelmässiger klassizistisch-biedermeierlicher Anlage. Die tempelartige neue Kirche bezieht sich klar auf einen römischen und griechischen Stil. Rund um den Kirchplatz entstanden öffentliche Gebäude und ein Hotel und damit ein einheitliches, repräsentatives Ensemble.

### Aufstieg zum Kurort

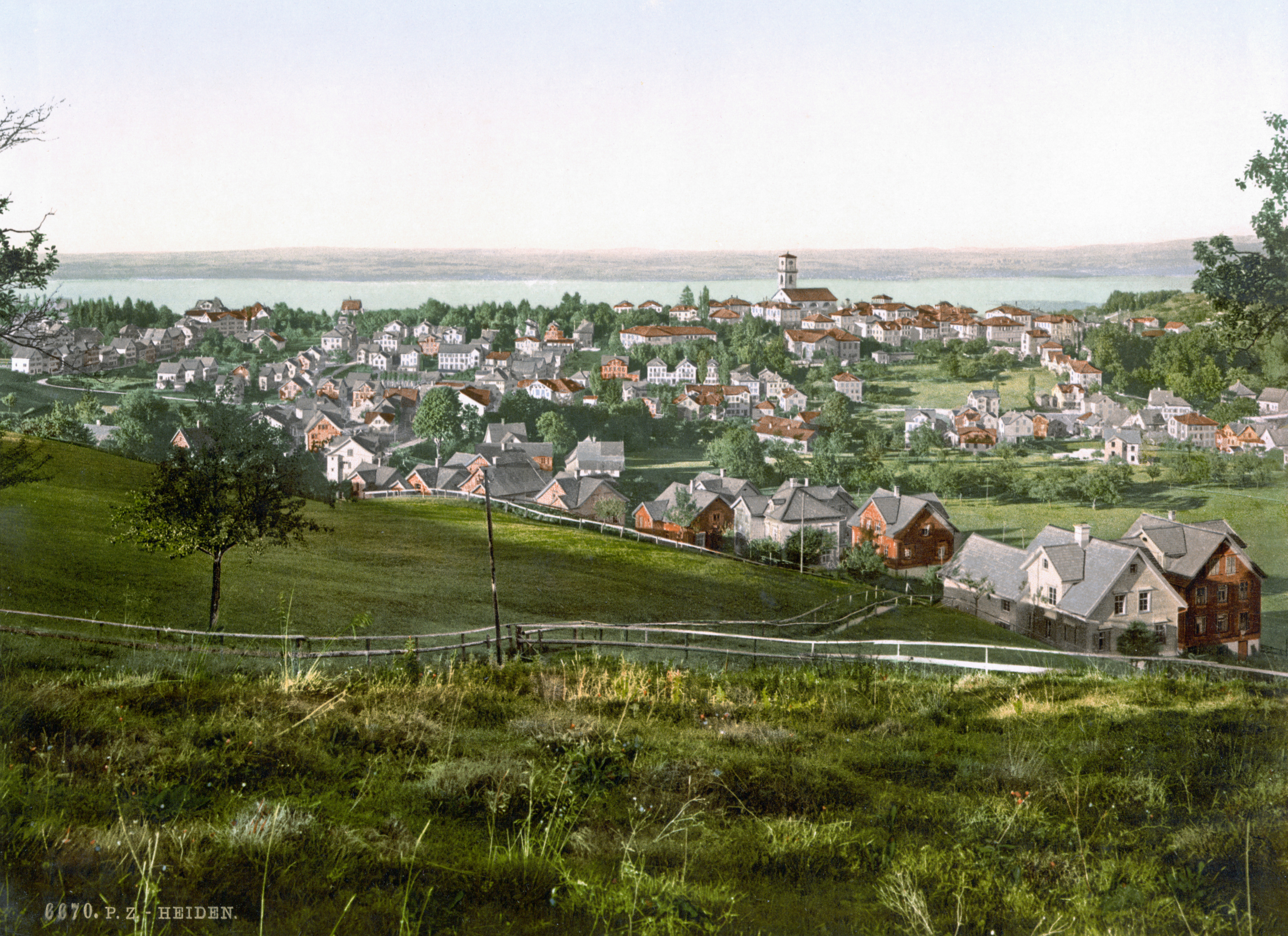
Heiden um 1900

1831/1832 eröffnete Johannes Tobler in Heiden ein Mineralbad, den späteren «Badhof». Es gab dort vierzehn verschiedene Badewannen, die leicht schwefelhaltiges Wasser enthielten. Dieses soll bei Rheuma und Hautausschlägen unterstützend gewirkt haben. Nach dem Vorbild von Trogen und Gais entwickelte sich auch Heiden ab 1848 zum Molkenkurort. Die erste «Molken- & Kräuter-Molken-Anstalt» war der «Freihof». Für die Molkenkuren wurde ausschliesslich Ziegenmilch verwendet. Diese wurde jeden Morgen vom Alpstein ins Tal hinuntergebracht. Die Gäste tranken zwischen sechs und neun Uhr jede Viertelstunde ein Glas davon. 1850 wurde eine zweite Badeanstalt gebaut. Dort gab es warme und kalte Duschen sowie Regenbäder. Schnell wurde Heiden zu einem beliebten Kur- und Ferienort.
Heiden – wie auch das restliche Appenzeller Vorderland – war und ist vor allem als Kurort bekannt. Von 1847 bis 1914 erlebte Heiden dadurch seine wirtschaftliche Blütezeit. Das Wirken des Augenarztes Albrecht von Graefe und des Neurologen Heinrich Frenkel machte Heiden nach 1860 zu einem der berühmtesten Kurorte Europas. Ab 1870 verlagerte sich der touristische Akzent auf die klimatischen Kuren. Heidens mässig kühles Klima mit den feuchtwarmen Strömen des Bodensees und der Bergluft (bei Ostwind) war geeignet für eine Kur. Die «Kurgesellschaft Heiden AG» trieb den Ausbau der Infrastruktur voran, dazu gehörten ein Kurpark, ein Musikpavillon und eine Kurhalle mit Restaurant, Lesezimmer und Konzertsaal. Tourismusfördernd wirkte auch der Bau der Bergbahn von Rorschach nach Heiden 1875. Zu den illustren Gästen zählten Karl I., der letzte Kaiser von Österreich, und der deutsche Kaiser Friedrich III.
1874 nahm das vorderländische Bezirkskrankenhaus, das spätere Kantonale Spital Heiden, seinen Betrieb auf. Hier verbrachte Henry Dunant, der Gründer des Roten Kreuzes, von 1887 bis 1910 die letzten Lebensjahre.

### 20. Jahrhundert

Kursaal und Kurpark in Heiden, 1910

Die Glanzzeit des Kurortes endete mit dem Ausbruch des Ersten Weltkrieges 1914. Die Hotels in Heiden quartierten Internierte aus kriegsführenden Staaten ein. Für sie wurden Bildungs- und Unterhaltungsangebote eingerichtet. In der Zwischenkriegszeit nahm der Fremdenverkehr wieder etwas Fahrt auf. Jetzt gab es vermehrt auch Ferienkolonien für Kinder und Pensionen für einfachere Gäste. Im Zweiten Weltkrieg wurden im «Wartheim» jüdische Flüchtlingskinder untergebracht. Unter ihnen war Karola Siegel, die später in den USA unter dem Namen Dr. Ruth K. Westheimer als Sexualtherapeutin grosse Bekanntheit erlangte. Nach 1945 erlebte Heiden als Kur- und Ferienort eine Renaissance. 1932 wurde ein modernes Schwimmbad gebaut und 1957 ein neuer Kursaal – zwei Zeugen zeitgenössischer Architektur. Der 1908 gegründete Ski-Club und seine Aktivitäten, die 1926 eingeweihte Sprungschanze am Kellenberg und der Bau des Skilifts von der Bissau auf den Bischofsberg (1964) trugen zum Wintertourismus bei, der aber nie dieselbe Bedeutung erlangte wie die Sommerfrische.

### Bevölkerung
| Bevölkerungsentwicklung | Bevölkerungsentwicklung | Bevölkerungsentwicklung | Bevölkerungsentwicklung | Bevölkerungsentwicklung | Bevölkerungsentwicklung | Bevölkerungsentwicklung | Bevölkerungsentwicklung | Bevölkerungsentwicklung | Bevölkerungsentwicklung | Bevölkerungsentwicklung | Bevölkerungsentwicklung | Bevölkerungsentwicklung |
| ----------------------- | ----------------------- | ----------------------- | ----------------------- | ----------------------- | ----------------------- | ----------------------- | ----------------------- | ----------------------- | ----------------------- | ----------------------- | ----------------------- | ----------------------- |
| Jahr                    | 1850                    | 1870                    | 1888                    | 1900                    | 1920                    | 1941                    | 1960                    | 1980                    | 1990                    | 2000                    | 2010                    | 2020                    |
| Einwohner               | 2466                    | 2948                    | 3436                    | 3745                    | 3283                    | 2904                    | 3158                    | 3620                    | 3885                    | 4063                    | 3990                    | 4212                    |

## Politik
Seit 2023 ist Robert Diethelm Gemeindepräsident. Heiden verfügt über einen siebenköpfigen Gemeinderat, der unter der Leitung des Gemeindepräsidenten steht. Der Rat wird für eine vierjährige Amtszeit von den Einwohnerinnen und Einwohnern im Majorzverfahren bestimmt. Der Gemeinderat ist ein politisches Organ der Exekutive und kümmert sich im Rahmen seiner Kompetenzen um die laufenden Geschäfte der Gemeinde. Es gibt auf Gemeindeebene keine begrenzte Anzahl Amtszeiten. Die aktuelle Zusammensetzung des Gemeinderats ist auf der Webseite der Gemeinde ersichtlich.
Aufgrund der Einwohnerzahl darf Heiden fünf Personen im Kantonsrat in Herisau stellen, der die Legislative des Kantons bildet. Die Personen werden im Majorzverfahren von den Einwohnern für eine Amtszeit von vier Jahren bestimmt. Die Kantonsräte vertreten die Interessen der Gemeinde auf kantonaler Ebene. Die aktuellen Vertretungen aller Gemeinden sind auf der Webseite des Kantonsrats verzeichnet.

## Wirtschaft
Zur allgemein verbreiteten Gras- und Milchwirtschaft gesellte sich im unteren Gemeindeteil schon früh der Weinbau, der heute wieder verschwunden ist. Ebenso wurde früher auf dem Gemeindegebiet Getreide angebaut. 2020 arbeiteten noch 3 Prozent der Erwerbstätigen in der Land- und Forstwirtschaft.
Von grosser Bedeutung ist die Textilindustrie. 1850 arbeiteten 71 Prozent der Arbeitskräfte in der Textilindustrie. Von der Garnherstellung über die Weberei bis zur Stickerei und Strickerei ist die Bandbreite von Betrieben in der Textilwirtschaft gross. Die Heimarbeit in den typischen Web- und Sticklokalen wurde nach 1920 mehr und mehr in Fabriken verlagert. Einen hohen Stellenwert nimmt die Seidenbeuteltuch-Weberei ein. Beuteltücher werden in Mühlen zum Sieben des Mehls gebraucht. Die Seidenbeuteltuchweber gründeten bereits 1872 erste Vereine und organisierten sich damit gewerkschaftlich. 1931 schlossen sich mehrere Beuteltuchfabriken zur Sefar AG zusammen, die heute noch in Heiden einen Standort hat. Die hochpräzisen Textilien werden inzwischen auch aus synthetischen Fäden gewoben und für Siebdruck und im medizinischen Bereich eingesetzt.
Nach dem Ende der Stickerei in den 1920er-Jahren kamen Wirkereien und Strickereien auf. Sie produzierten Trikot und Jersey, die für moderne Bekleidung nachgefragt waren. Bekanntheit erlangte insbesondere die Media AG, die Nylon-Strümpfe produzierte, wie sie ab den 1950er-Jahren in Mode kamen. 1988 wurden im Dreischichtbetrieb täglich 14'000 Paar Feinstrumpfwaren und 8000 Paar sonstige Artikel hergestellt. Danach versuchte ein Management die Firma neu auszurichten, was misslang. 1993 ging Media AG Konkurs.
Als Zentrums- und Tourismusort verfügt Heiden über eine grosse Vielfalt an Handwerks- und Dienstleistungsbetrieben. Der Detailhandel hat jedoch mit den Veränderungen der Einkaufsgewohnheiten seit 2000 an Vielfalt verloren.

Freihof: Gasthof Kuranstalt & Bierbrauerei, 1870

Der Tourismus entwickelte sich seit dem Dorfbrand 1838 stark und ist noch heute ein wichtiger Arbeitgeber in der Region. Heiden war und ist bekannt für seine Molkenkuren. Im «Kurhotel Heiden», das 1974 errichtet wurde und heute «Hotel Heiden» heisst, wird die Molkekur immer noch angeboten. Von den traditionsreichen Hotels sind die «Krone» und die «Linde» noch in Betrieb. Letztere wird von einer Genossenschaft geführt, die im historischen Saal auch Kulturveranstaltungen durchführt. Dem «Freihof» drohte 1978 der Abriss, doch ein Verein setzte sich für den Erhalt ein, heute ist er ein Wohn- und Geschäftshaus.

### Medien
Seit 1995 erscheint zehnmal jährlich Aufwind, das Mitteilungsblatt von Heiden. Es enthält Informationen aus Gemeinde, Schule, Wirtschaft und Kultur.
Der Neue Appenzeller oder Häädler Kalender erschien von 1866 bis 1998 in Heiden. Die jährliche Publikation enthielt Kalendergeschichten, geografische und biografische Beiträge und immer auch eine Seite mit Appenzeller Witzen.
Von der vielfältigen Presse mit Monatsblatt von Heiden (1836–1838), Appenzeller Anzeiger (1873–1969), Der Demokrat (1936–1951) und Der Seidenweber (1937–2004) ist nichts übriggeblieben. Die Appenzeller Zeitung hat ihre Lokalredaktion in Heiden 1985 aufgegeben.

### Bildung
1737 wurde die erste Schule in Heiden gegründet, ab 1805 wurde der Schulbesuch bis zum 13. Schuljahr obligatorisch. 1822 wurde in Heiden eine sogenannte «Freischule» gegründet. In diese durften alle Knaben gehen, die genug intelligent waren, eine weiterführende Schule zu besuchen. Um aufgenommen zu werden, musste eine Prüfung abgelegt werden. 1858 wurde das Provisorat zu einer Realschule umfunktioniert. Zu Beginn des 19. Jahrhunderts wurden mehrere Schulen in den verschiedenen Weilern der Gemeinde gebaut. 1899 besuchten 771 Kinder die Schulen in Heiden. Der Platz wurde immer enger. Das neue Zentralschulhaus bot Platz für die Real-, die Unter- und die Primarschule. 1909 wurde im selben Gebäude eine Spezialschule eingerichtet.
Heute gibt es in Heiden mehrere Kindergärten, zwei Primarschulen und eine Sekundarschule. Das Gymnasium liegt in der nahegelegenen Gemeinde Trogen (siehe Kantonsschule Trogen). Zusätzlich zu den staatlichen Bildungsstätten ist in Heiden die «Tipiti Kleingruppenschule» etabliert, die Kinder und Jugendliche mit unterschiedlichen Lernvoraussetzungen fördert. In Heiden befindet sich auch die Musikschule Appenzeller Vorderland (MSAV), die Kindern und Jugendlichen aus dem Raum Appenzeller Vorderland Musikunterricht auf diversen Instrumenten anbietet.

### Öffentliche Einrichtungen
Das Spital Heiden war das erste Krankenhaus im ausserrhodischen Gebiet. Noch 1859 lag das Durchschnittsalter der Frauen in Heiden bei nur 24 Jahren, jenes der Männer bei 25 Jahren. Dank der vielen Kurgäste, die nach Heiden kamen, gab es viele Ärzte im Dorf. So konnte 1874 ein Krankenhaus gegründet werden, was damals sehr fortschrittlich war. 1965 bezog das Spital einen Neubau, das alte Bezirkskrankenhaus wurde zunächst zum Pflegeheim, seit 1997 beherbergt es das Henry-Dunant-Museum. Das neue Spital wurde in den 1990er-Jahren saniert und erweitert. Es bot eine umfassende Grundversorgung an, es wurde jedoch Ende 2021 aus betriebswirtschaftlichen Gründen geschlossen. Um eine weitere medizinische Versorgung des Vorderlandes zu gewährleisten, wurde  am 25. Januar 2022 die MAiH – Medizinisches Ambulatorium in Heiden AG – gegründet. Der Betrieb wurde in einem Teil der Spitalliegenschaft am 4. April desselben Jahres aufgenommen und am 1. Juli 2025 offiziell eröffnet. Der Kanton besass die Liegenschaften weiterhin und wollte diese abstossen. Im Februar 2025 wurde vom Kanton Appenzell Ausserrhoden mit dem Verein "Appenzellerland über dem Bodensee" dessen Mitglieder u. a. die Gemeinden Grub AR, Heiden, Lutzenberg, Reute, Wald, Walzenhausen und Wolfhalden sind, eine Absichtserklärung unterzeichnet. Dies mit dem Ziel, die für den Kanton defizitäre Spitalliegenschaft nach den nötigen Abklärungen dem Verein zu veräussern.
Als Ersatz für das Pflegeheim im alten Bezirkskrankenhaus wurde 1993 ein Ersatzneubau erstellt. Dieses Regionale Pflegeheim heisst inzwischen Betreuungs-Zentrum Heiden, die Trägerschaft bilden neun Gemeinden. Die Gemeinde Heiden selbst betreibt das Alters- und Pflegeheim Quisisana. Die Alterssiedlung Quisisana wird von einer Genossenschaft getragen.

### Verkehr

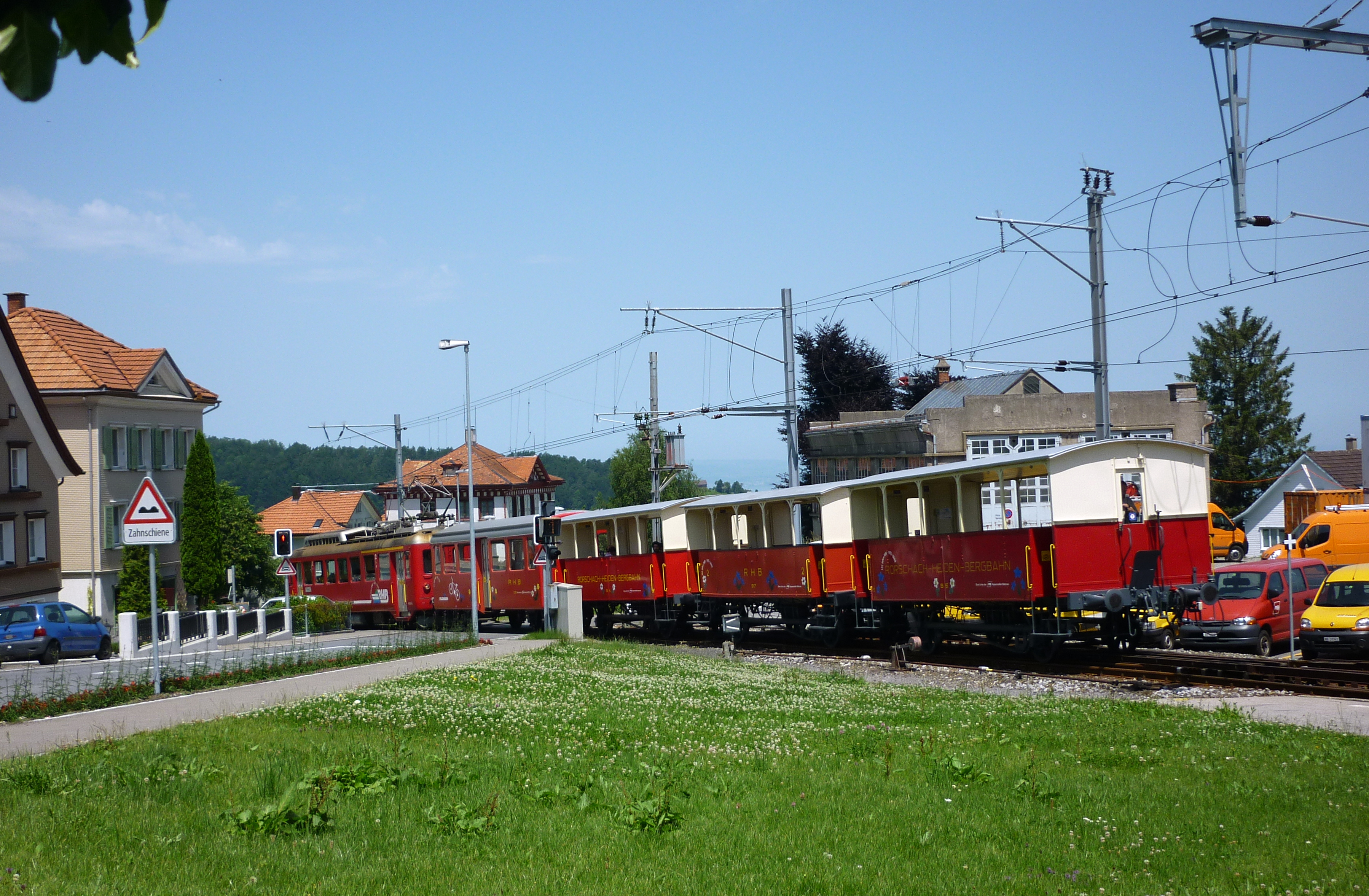
RHB kurz vor der Endstation Heiden. Triebwagen, Velowagen und drei «Sommerwagen»

Ab 1850 wurden auf den ausgebauten Strassen Reisepostverbindungen eröffnet. Die erste Linie führte über Grub nach St. Gallen. Weitere Verbindungen entstanden nach Rheineck, Trogen, Oberegg und ins Rheintal. 1875 schloss die Rorschach-Heiden-Bergbahn (RHB), die einzige Zahnradbahn am Bodensee, Heiden an das schweizerische Schienennetz in Rorschach an. Dank der Eröffnung der Rorschach-Heiden-Bergbahn im Jahr 1875 kamen nun auch Tagestouristen nach Heiden. Die Zahnradbahn führt vom Bodensee 300 Meter hinauf nach Heiden. Heute gehört diese Bahnstrecke zu der AG «Appenzeller Bahnen».
Ab 1906 löste das Postauto die Pferdekutschen ab. 1920 gab es in Heiden die ersten Postautoverbindungen. Heute führen vom vorderländischen Zentralort elf verschiedene Linien in die umliegenden Dörfer wie Rheineck, Walzenhausen, St. Margrethen, Heerbrugg, Altstätten, Trogen und Wald; nach St. Gallen gibt es zwei verschiedene Postautolinien.

## Kultur und Freizeit

### Museen

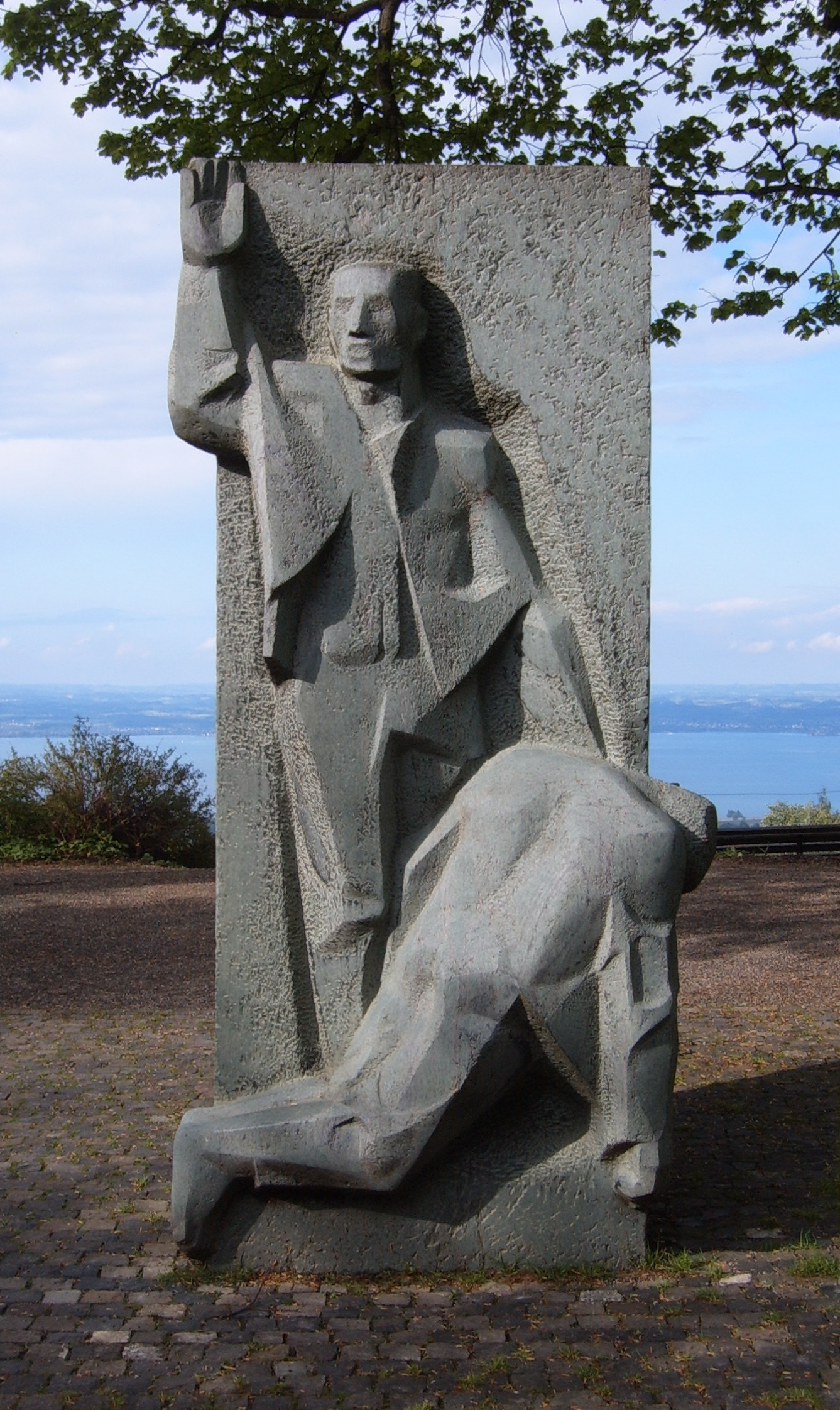
Henry-Dunant-Denkmal der Bildhauerin Charlotte Germann-Jahn, im Hintergrund der Bodensee

Das Museum Heiden ist in vier Teile gegliedert: Es besteht aus einer historischen, einer naturhistorischen und einer völkerkundlichen Sammlung sowie dem Archiv Carl Böckli – alias Bö. Gegründet wurde das Museum in den 1870ern.
Das Hauptgebäude des Museums Henry Dunant befindet sich im ehemaligen Bezirkskrankenhaus Heiden. Dort war Henry Dunant ab 1892 Pensionär. Das Museum ist primär dem Leben und Wirken des Gründers des Roten Kreuzes gewidmet, organisiert aber auch Ausstellungen zu verschiedenen menschenrechtlichen und demokratischen Themen. So ermöglicht das Museum «die Auseinandersetzung mit Menschenrechten, mit dem Völkerrecht, mit Frieden und Demokratie». Zusätzlich zum Museumsgebäude wird die nahegelegene «Dunant Plaza» genutzt. Seit 2010 ist ein weiterer Bestandteil der Kollektion des Museums eine der weltweit fünf Kopien der Friedensglocke von Nagasaki. Sie wird jährlich am 9. August angeschlagen, um so der Opfer des Atombombenabwurfs über Nagasaki im Zweiten Weltkrieg zu gedenken.

### Kunst
Carl Böckli, auch unter dem Namen «Bö» bekannt, war ein Karikaturist, der in Heiden wohnte. Böckli war ebenfalls Dichter und Journalist. Seine Karikaturen mit begleitenden Versen und Prosatexten wurden in der Zeitschrift Nebelspalter veröffentlicht. Bei dieser Zeitschrift war «Bö» von 1927 bis 1962 als Chefredaktor tätig.
Ein weiterer Künstler aus Heiden war Emil Schmid. Er hatte in der Gemeinde sein Atelier und arbeitete bis zu seinem Tod als Künstler. Er schuf Kinderbilder, Radierungen und viele Skizzen und war für seine Feinheit und Präzision bekannt.

### Musik
Musikvereine spielten in Heiden im 19. Jahrhundert eine grosse Rolle: 1867 gab es eine Musikgesellschaft, vier Männerchöre, einen gemischten Chor und einen Jugendchor. 2022 gab es noch eine Jugendmusik, ein Blasorchester, einen Männerchor und den Trachtenchor. Neu hinzugekommen sind ein Gospelchor und ein Akkordeonorchester.
Eine Reminiszenz an die grosse Zeit des Kurtourismus sind klassische Konzerte in den Sommermonaten. So holte der Konzertzyklus «Musik in Heiden» von 1977 bis 1987 im Sommer jeweils hochkarätige Klassik ins Dorf. Oder die «Herzogenberg-Tage» brachten von 2001 bis 2017 Werke des Komponisten Heinrich von Herzogenberg zur Aufführung. Dieser hatte von 1891 bis 1899 jeweils die Sommermonate im Haus Abendroth in Heiden verbracht. Um Musik im Dorf und das Kulturprogramm im Kursaal kümmert sich heute der Kurverein.
Das Heiden Festival findet seit 2017 jeweils am letzten Mai-Wochenende statt. Thema ist Folklore, wobei diese weit interpretiert wird: Neue Volksmusik und Weltmusik mit jazzigen und klassischen Anleihen steht auf dem international ausgerichteten Programm.

### Kino
Das 1935 eröffnete Kino Rosental ist eines der ältesten Lichtspieltheater in der Ostschweiz, das noch in Betrieb ist. Gezeigt werden aktuelle Filme, im Cinéclub aber auch ein ausgewähltes Programm. Der Saal mit seinen 135 Plätzen ist noch im Stil der 1950er-Jahre gestaltet und kann auch für Anlässe genutzt werden. Das Kino wird von einer Genossenschaft getragen.

### Bauwerke

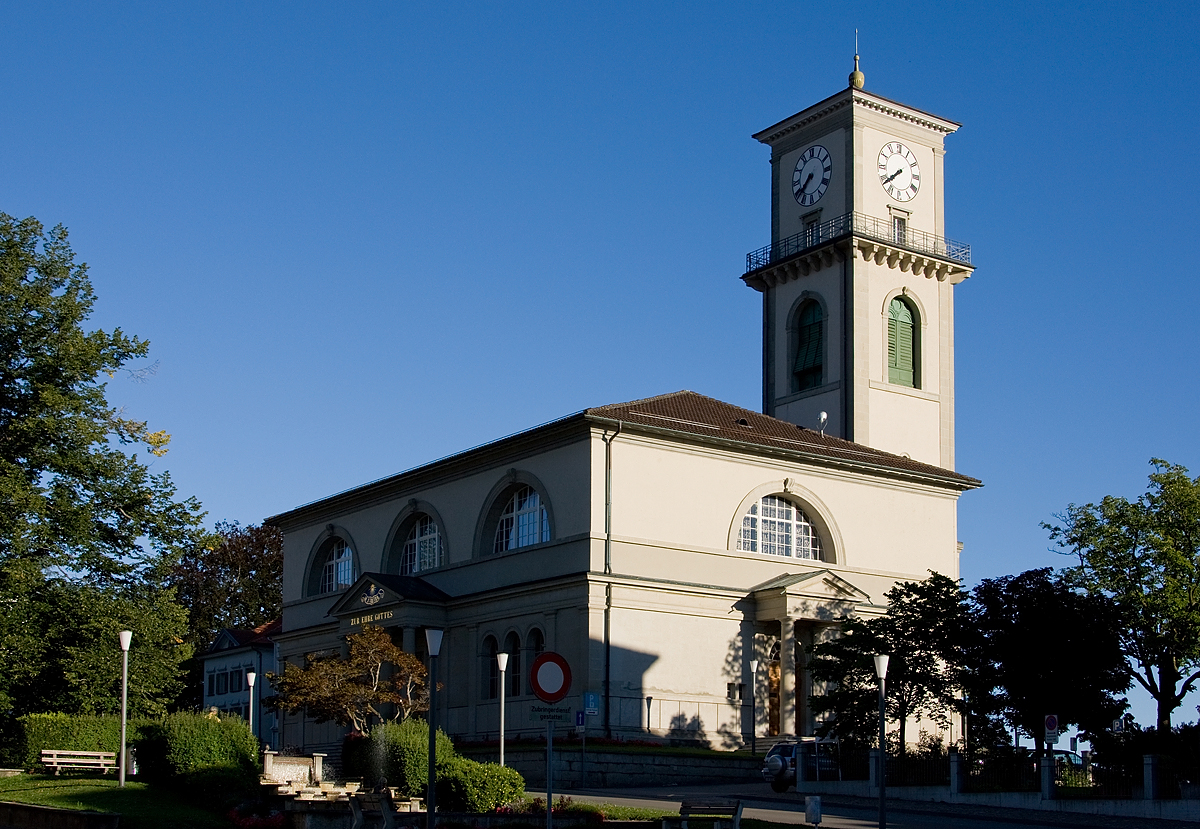
Reformierte Kirche

Der Ortskern von Heiden ist klassizistisch-biedermeierlich geprägt und von einer grossen Einheitlichkeit. Die koordinierte Neuplanung nach dem Dorfbrand mit den in einem Rastersystem angeordneten Strassen macht Heiden zu einer bedeutenden städtebaulichen Anlage des 19. Jahrhunderts.
Die Reformierte Kirche wurde 1837–1839 an der Stelle des Vorgängerbaus auf der Hügelkuppe nach Plänen von Felix Wilhelm Kubly errichtet. Markant sind ihre auf antike Vorbilder bezogene Architektur mit Säulenportikus und das flache Zeltdach, was dem Bau ein tempelartiges Aussehen verleiht.
Rund um den Kirchplatz, der 1947 von Otto Glaus mit einer Grün- und einer Strassenzone sowie mit einem in Stufen angelegten Brunnen gestaltet wurde, gruppieren sich eine Reihe von repräsentativen Bauten zu einem klassizistischen Ensemble: das Pfarrhaus, das Bankgebäude, das Rathaus, das Hotel «Krone» und das ehemalige Gasthaus «Zum Adler». Sie stammen alle aus der Zeit nach dem Dorfbrand, einzig das gemauerte Postgebäude datiert von 1947/48. Entlang der Bahnhof- und der Poststrasse gibt es zahlreiche weitere Häuser im biedermeierlichen Stil.
Der Festsaal des Hotels «Linde» ist ein bedeutendes Zeugnis des Fremdenverkehrs im 19. Jahrhundert. Er wurde ca. 1871 im Stil des Historismus als zweigeschossiger Saal mit umlaufendem Balkon erstellt. Die Buntverglasung und die Deckenmalereien sind wohl erst um 1900 entstanden.
Die alte Kur- und Trinkhalle von Horace Edouard Davinet, erbaut 1873/74, war ein reichverzierter Holzbau im «Laubsägeli»-Stil. Sie war baufällig und musste abgebrochen werden. An ihrer Stelle steht jetzt der Kursaal, entworfen von Otto Glaus, gebürtig aus Heiden. Der 1956/1957 erstellte Bau ist der klassischen Moderne verpflichtet. Er verzichtet auf schmückendes Beiwerk und wirkt deshalb wie ein bescheidener Pavillon. Der grosse Festsaal mit verglaster Fassade gibt den Blick auf den Kurpark frei. Im Untergeschoss des an den Hang gebauten Hauses sind ein Lesesaal und ein Tanzsaal untergebracht. Der Tanzsaal ist mit zwei Wandbildern von Mario Comensoli ausgestaltet. Der Kursaal wurde mehrmals erneuert und verändert, bei der Instandsetzung 2008–2010 wurde er so weit wie möglich in den Originalzustand zurückversetzt.
Das Schwimm- und Sonnenbad Heiden, 1932/1933 vom Ingenieur Beda Hefti erbaut, gilt als wichtiger Vertreter des Neuen Bauens. Die Anlage bietet ein Fünfzig-Meter-Schwimmbecken, ein Kinderbassin und einen Sprungturm, umgeben von Liegewiesen, die dreiseitig von einer Mauer umfasst sind. An der vierten Seite thront ein Restaurant mit Wasserturm. Auf der Terrasse sitzen die Gäste wie auf dem Oberdeck eines Schiffs und überblicken die ganze Anlage. Die Farbgebung der Bauten ist einfach in primärem Rot, Blau und Gelb gehalten. 1999 wurde das Schwimmbad saniert, die Architektur blieb praktisch unverändert, die alte Farbigkeit wurde wiederhergestellt.
Die Neuapostolische Kirche befindet sich im Hasenbühlweg 4.

### Sport
Heiden ist ein Zentrum für Sport im Appenzeller Vorderland. Hier gibt es Vereine im Bereich Fussball, Handball, Floorball, Tennis, Jungschützen und Volleyball. Seit 2016 gibt es ausserdem den Turnverein Heiden in allen Altersstufen. Die erste Herrenmannschaft des Handballvereins BSG Vorderland spielt seit 2016 in der 1. Liga. Der Skiclub Heiden wurde 1908 gegründet und ist bis heute aktiv.

### Naherholung
Von Heiden über Wolfhalden nach Walzenhausen führt der Witzweg. Er geht auf eine Initiative von Ruedi Rohner und Peter Eggenberger zurück und wurde 1993 eröffnet. Entlang dem 8,5 Kilometer langen Wanderweg sind Tafeln mit Witzen aufgestellt. Der Appenzeller Witz ist auf der Liste der «Lebendigen Traditionen der Schweiz» aufgeführt.
Appenzeller Friedens-Stationen ist ein weiterer Themenweg. Auch er führt von Heiden über Wolfhalden nach Walzenhausen und ist gut 11 Kilometer lang. Die Stationen am Weg thematisieren humanitäre Lebenswerke von bedeutenden Schweizerinnen und Schweizern mit einem Bezug zum Appenzeller Vorderland. Unter ihnen sind Carl Lutz, Gertrud Kurz, Carl Böckli oder Henri Dunant. Eine Station ist der Friedens-Glocke von Nagasaki gewidmet. Die Friedens-Stationen werden von einem Verein betreut, der auf seiner Webseite auch Materialien zu den Persönlichkeiten bereitstellt.
Der Chindlisteiweg führt von Heiden zum Chindlistein beim Hof Rasplen. Der Weg ist knapp 8 Kilometer lang und führt zu mystischen Kraftorten. Der Chindlistein selbst ist ein vorzeitlicher Schalenstein aus Sandstein. Er wurde als Aufenthaltsort der ungeborenen Kinder gedeutet.
Der Gesundheitsweg ist 7 Kilometer lang und informiert auf zahlreichen Tafeln über die heilenden Kräuter am Wegrand.
Sogenannte smartrails (Wanderungen, bei denen unterwegs Rätsel gelöst werden müssen), ein Vitaparcours sowie zahlreiche weitere Biker- und Wanderwege ergänzen das Freizeitangebot von Heiden. Am Bischofsberg gibt es einen 612 Meter langen Skilift sowie einen Kinderlift mit Skischule. In der Bissau wird jeweils eine 3,5 Kilometer lange Langlaufloipe präpariert. Im Sommer lädt das Schwimmbad Heiden mit 50-Meter-Schwimmbecken, Kinderbassin und Sprungturm zum Sonnen-Baden ein.

### Regelmässige Veranstaltungen
Alle vier Jahre wird in Heiden das Biedermeier-Fest gefeiert. Der Höhepunkt ist ein Umzug in historischen Kostümen, ausserdem gibt es Musik, einen Markt, Ausstellungen und Vorträge. Das Biedermeier-Fest wird von einem Verein organisiert.
In Heiden wird die alljährliche Viehschau in Mundart „Veechschau“ genannt. Für die Bauern ist sie ein wichtiger Anlass. Jeweils am ersten Samstag im Oktober kommen die Bauern der Gemeinden Heiden und Grub AR mit ihrem Vieh auf den Henry-Dunant-Platz an der Seeallee, um die schönsten Kühe zu küren.

### Weiteres
Nachdem 2024 der Böögg aufgrund schlechten Wetters am Sechseläuten nicht in Zürich angezündet werden konnte, entschied man sich dazu, ihn zu einem späteren Zeitpunkt, nämlich am 22. Juni, in Heiden anzuzünden. Damit wurde der Böögg zum zweitenmal ausserhalb von Zürich verbrannt. Er brannte 31 Minuten und 28 Sekunden, bis der Kopf explodierte – und sagte somit einen schlechten Sommer voraus.

## Persönlichkeiten
- Bartholome Bänziger (1810–1874), Fabrikant
- Bartholomäus Bischofberger (1623–1698), reformierter Pfarrer und Historiker
- Johann Konrad Bischofberger (1803–1866), Baumeister und Politiker
- David Boadella (1931–2021), Psychotherapeut und Begründer der psychotherapeutischen Biosynthese, lebt seit 1988 in Heiden
- Carl Böckli (1889–1970), Schriftsteller und Karikaturist, wirkte und starb in Heiden
- Davide Chiumiento (* 1984), Fussballspieler, in Heiden geboren und aufgewachsen
- Henry Dunant (1828–1910), Gründer des Roten Kreuzes, lebte von 1887 bis 1910 hier
- Anna Theodora Eugster-Züst (1860–1938), Pietistin und Armenpflegerin
- Köbi Frei (* 1959), Regierungsrat 2003–2019 (SVP), aufgewachsen und wohnt in Heiden
- Albrecht von Graefe (1828–1870), deutscher Augenarzt, praktizierte in Heiden
- Johannes Graf (1714–1787), Gemeindepräsident, Regierungsmitglied und Landammann
- Johann Jakob Graf (1781–1847), Kaufmann und Textilunternehmer
- Heinrich von Herzogenberg (1843–1900), Komponist
- Herbert Hoffmann (1919–2010), Tätowierer
- Jakob Kellenberger (* 1944), Diplomat, in Heiden geboren
- Helen Meier (1929–2021), Schriftstellerin, zeitweise in Heiden als Lehrerin tätig
- Norbert Näf (* 1967), Politiker, Gemeindepräsident Heiden 2005 bis 2015
- Emil Schmid (1891–1978), Maler und Radierer, in Heiden geboren
- Carlo Schmid-Sutter (* 1950), Politiker (CVP), in Heiden geboren
- Conrad Sonderegger (1858–1938), Ingenieur und Politiker
- Stefan Sonderegger (* 1958), Historiker und Archivar, in Heiden geboren
- Hans Konrad Sonderegger (1891–1944), Theologe, Rechtsanwalt, Redaktor, Nationalrat und Ständerat
- Hugo Thiemann (1917–2012), Wissenschaftler, in Heiden geboren
- Alfred Tobler (1845–1923), Theologe, Sänger, Autor und Volkskundler
- Ernst Tobler (1889–1966), Landwirt, Unternehmer und Politiker
- Jakob Tobler (1883–1964), Unternehmer
- Johannes Walser (1773–1833), Kaufmann
- Ruth Westheimer (1928–2024), deutsch-amerikanische Sexualtherapeutin, lebte von 1938 bis 1945 im Kinderheim «Wartheim»

## Bilder

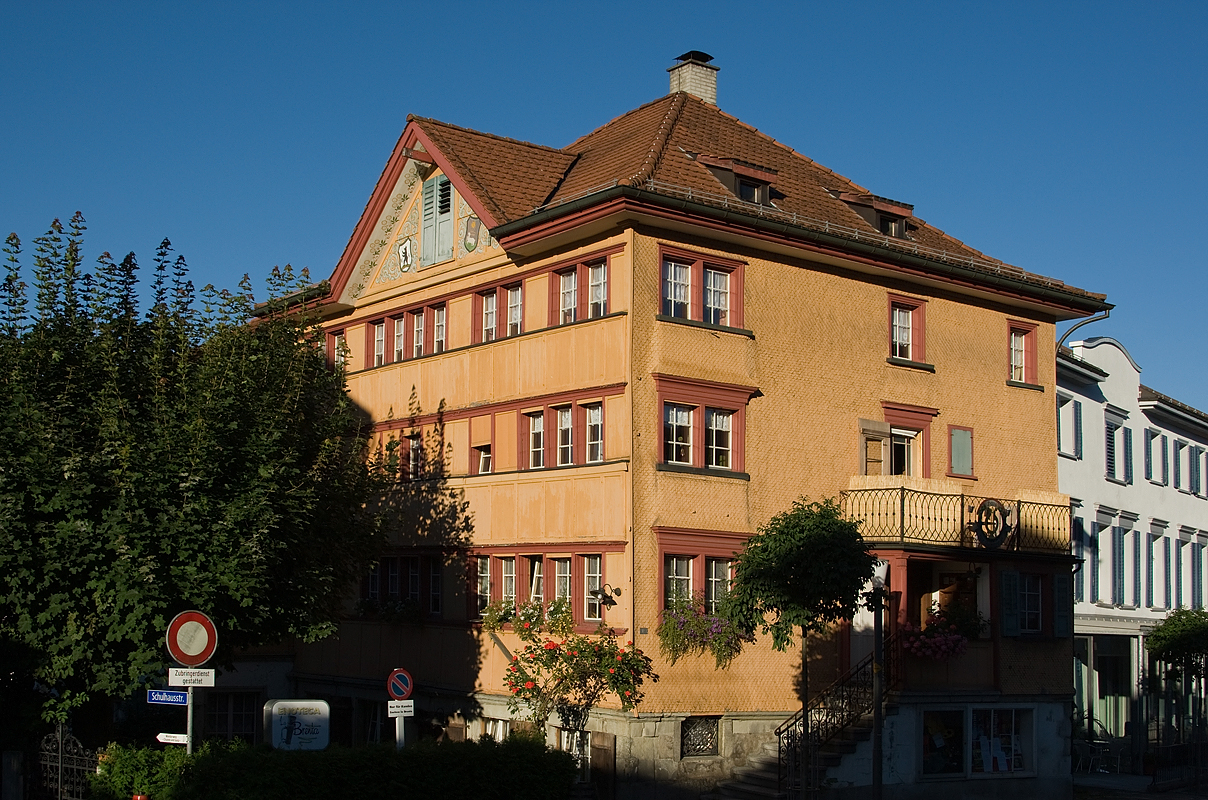
Haus «Harmonie», eines der wenigen Häuser, das den Dorfbrand von 1838 überstand
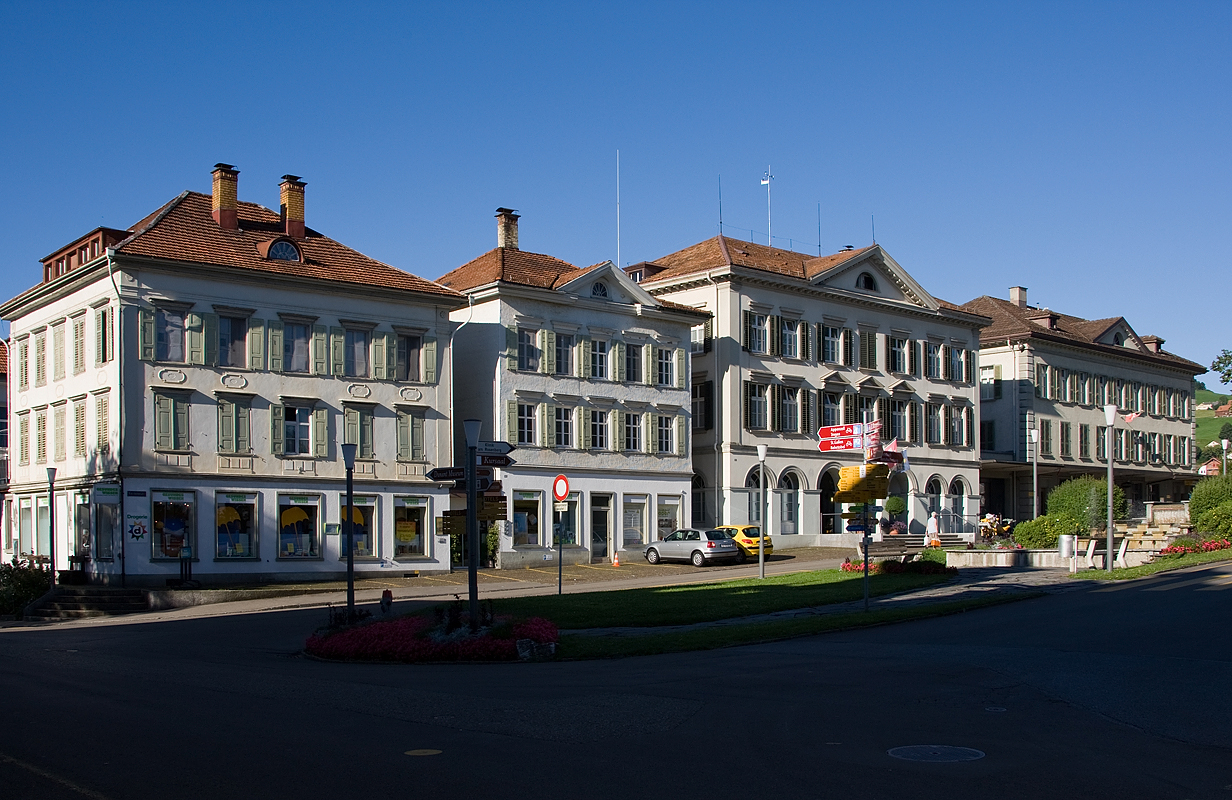
Kirchplatz mit Rathaus
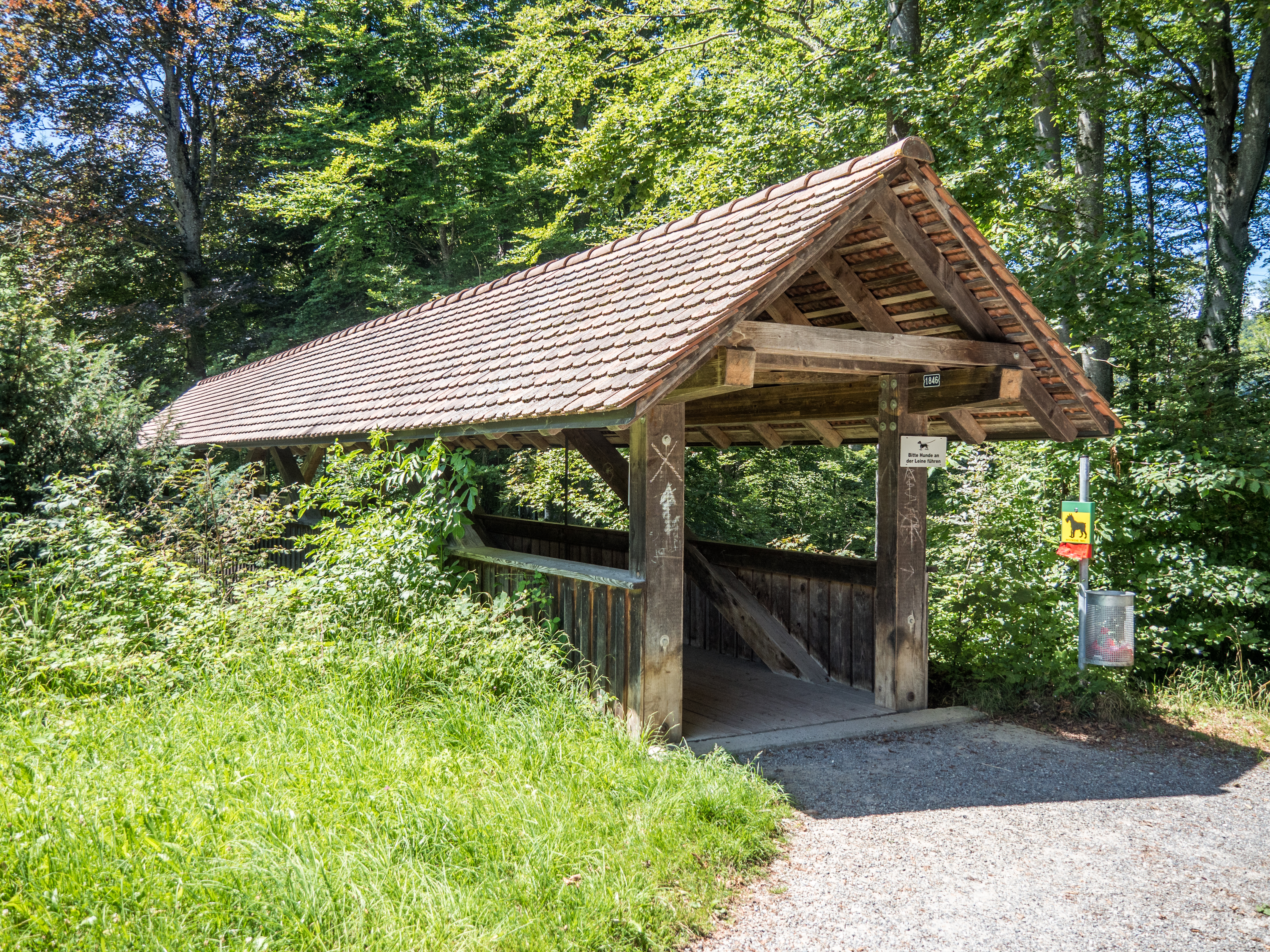
Heidentobelbrücke (erstellt 1996)
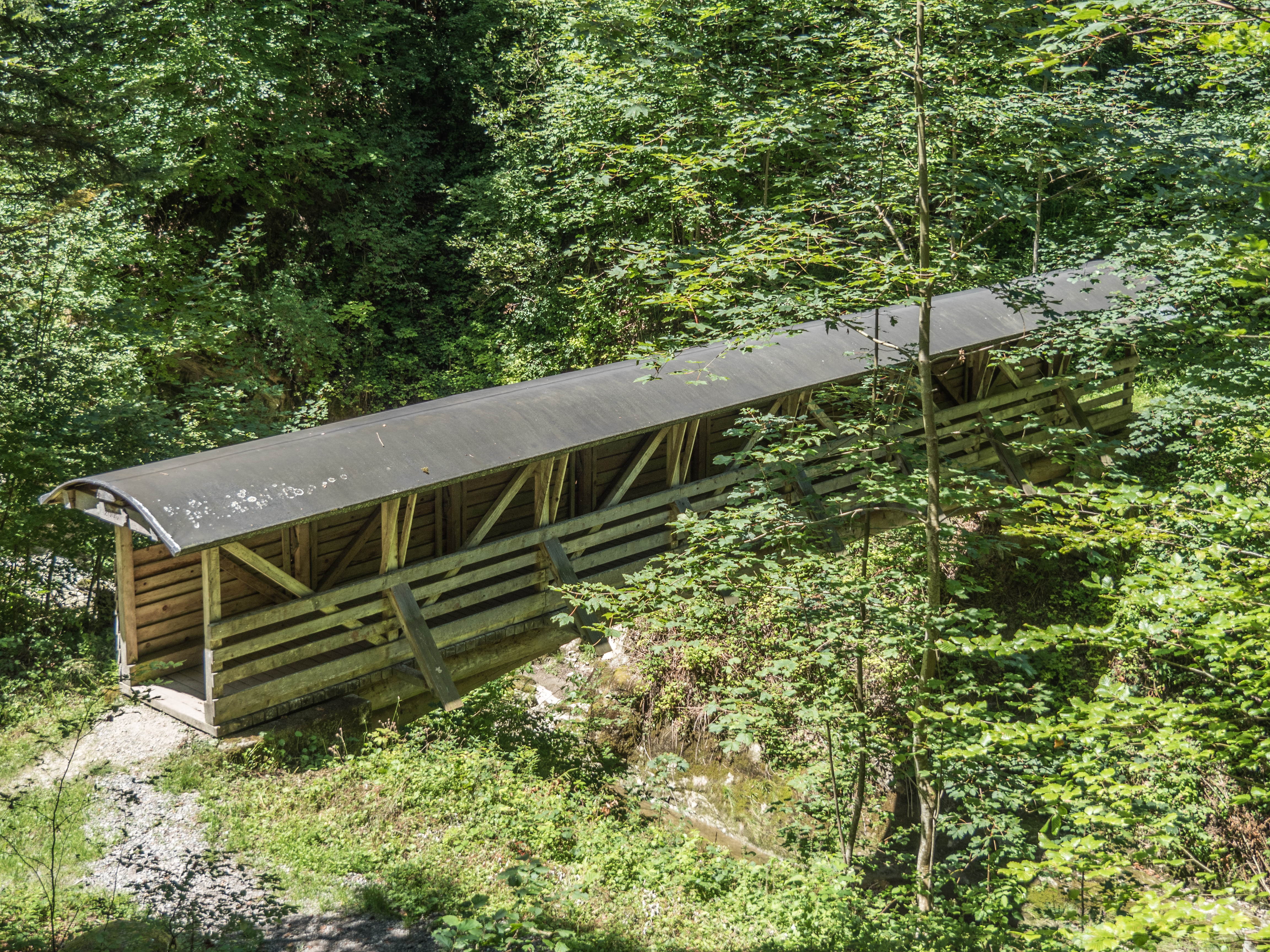
Staubenlochbrücke über den Gstaldenbach (erstellt 2005)